# مقياس أول أكسيد الكربون بالدم

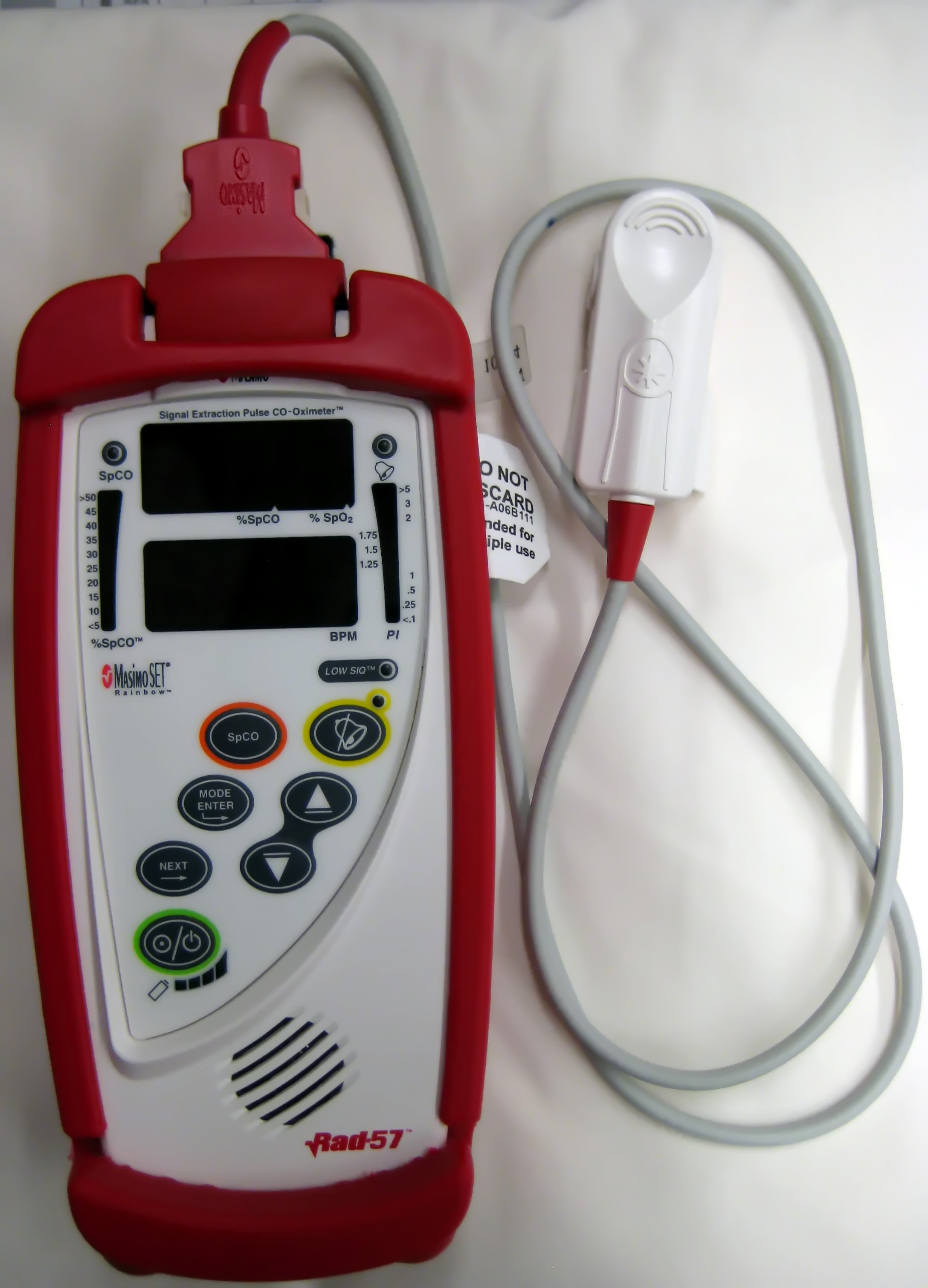
مقياس أول أكسيد الكربون بالدم.

مقياس أول أكسيد الكربون بالدم هو جهاز يقيس الأكسجين الذي يحمله الهيموغلوبين في عينة الدم، بما في ذلك الهيموجلوبين الذي يحمل الأكسجين (O2Hb)، الهيموجلوبين الذي لا يحمل الأكسجين (سابقا، ولكن بشكل غير صحيح، كان يسمى الهيموجلوبين المُختزل)، فضلًا عن حالات اختلال الهيموجلوبين مثل كربوكسي هيموغلوبين وميتموغلوبين .

## التسمية
استخدام "CO" والتي ترمز إلى أول أكسيد الكربون بالتسمية بدلًا من "Co" أو هو أكثر ملاءمة لأن هذا التعيين يمثل الجهاز الذي يقيس أول أكسيد الكربون في الهيموغلوبين، كما أن هذا يُميزه عن قياس التأكسج البسيط الذي يقيس نسبة الهيموجلوبين إلى الأكسجين الجزيئي O2Hb- أو الهيموجلوبين القادر على ربط الأكسجين الجزيئي.

## الاستخدام
ويمكن أن تقدم مقاييس الأكسدة المبسطة تقارير عن تشبع الأكسجين وحده، أي نسبة الهيموغلوبين المأكسد إلى مجموع الهيموغلوبين القابل للربط بالأوكسجين (أي أوكسي هيموغلوبين + ديوكسي هيموغلوبين). قياس ثاني أكسيد الكريون مفيد في تحديد أسباب نقص الأكسجة، أو نقص الأكسجة، (نقص الأكسجين على مستوى الأنسجة).
تُشخص اختلالات الهيموجلوبين المتعددة باستخدام جهاز يقيس امتصاص الضوء يمر عبر الدم في عدد قليل من اثنين أو ثلاثة أطوال موجية من الضوء إلى ما يصل من عشرات الأطوال الموجية للتمييز بين أوكسي هيموغلوبين، و ديوكسي هيموغلوبين (المعروف سابقا " الهيموغلوبين المُختزل"، وبالتالي تحديد تشبع الأوكسي هيموغلوبين (نسبة الهيموجلوبين المؤكسد بالمقارنة مع الكمية الإجمالية للهيموجلوبين المتاح بالدم). يمكن قياس عدد أكبر من الأطوال الموجية الآلة من التمييز بين الكربوكسي هيموغلوبين، -COHb، والميثيغلوبين -metHb ، وأنصاف الهيموجلوبين الأخرى التي تمتص الضوء. عندما يعرض المريض مع التسمم بأول أكسيد الكربون أو غيرها من أعراض نقص الأكسجين، فإن معظم قياسات ثاني أكسيد الكريون الحالي ستكشف المستويات النسبية لكل جزء من الهيموغلوبين (أوكسي هيموغلوبين و اعتلالات الهيموغلوبين)، ومن المحتمل أن يكون تشبع الأوكسي هيموغلوبين. ومن المهم جدًا بالنسبة لأي نظام يقوم بإجراء هذه القياسات أن يميز الجهاز بوضوح بين تشبع الأوكسجين و"اختلالات الهيموغلوبين"، فالمسألة هنا هي الاستخدام غير المبال للتشبع مقابل اختلالات الهيموغلوبين الذي يقيس نفس الكيان -oxyhemoglobin- ولكن تشبع الأكسجين يستخدم كقاعدة له فقط الهيموجلوبين المتاحة للربط، في حين أن أوكسيهيموغلوبين كسور يستخدم الهيموغلوبين الكلي في العينة كقاعدة لها.في المواد العادية القيم متطابقة تقريبا، مما يؤدي إلى الارتباك الطوري وربما السريرية.مقياس التأكسج بسيطة قياس فقط الأكسجين المشتقات، قد يبلغ عن تشبع طبيعي أو حتى حالة مفرطة الأكسجين إذا تم إعطاء غاز الأكسجين في حين أن هناك في الواقع تنازل خطير من قدرة تحمل الأكسجين للهيموغلوبين الحاضر.

## القياس
تقليديًا يتم إجراء هذا القياس باستخدام غازات الدم الشرياني المأخوذة في جهاز معين مصمم خصيصًا ليكون قادرًا على قياس نسب مكونات متعددة من للهيموغلوبين باستخدام طيف موجي متعدد الطول ومعقد، ولكن تكون الحسابات الداخلية واضحة. في حين أن هذه الوحدات لا تزال في الاستخدام على نطاق واسع، كما تم تطوير أجهزة تحليل غازات الدم مع وحدات قياس أول أكسيد الكربون متكاملة وتسويقها بنجاح من قبل العديد من الشركات المصنعة. في الآونة الأخيرة، بعض تم تصميم بعض مقاييس النبض والتي يمكنها قياس نسبة الكربوكسي هيموغلوبين في طات الوقت من خلال استخدام التكنولوجيا غير الغازية المشابهة لمقياس التأكسج النبضي البسيط (الطرفية). وعلى النقيض من ذلك، فإن استخدام مقياس التأكسج النبضي القياسي أو البسيط ليس فعالًا في تشخيص التسمم بالمركبات الكيماوية حيث أن المرضى الذين يعانون من التسمم بأول أكسيد الكربون قد يكون لديهم قراءة طبيعية للتشبع بالأكسجين على مقياس التأكسج النبضي.